# Костоев, Асхаб Борисович
Асхаб Борисович Костоев (род. 2 января 1985, Ни́жние Ачалуки́, Чечено-Ингушская АССР) — российский дзюдоист, чемпион и призёр чемпионатов России, победитель и призёр этапов Кубка и Суперкубка мира, мастер спорта России международного класса.

## Биография
Тренером спортсмена был Александр Миллер.

## Спортивные результаты
Чемпион и призёр чемпионатов страны среди юниоров и молодёжи. Победитель и призёр Кубка Европы среди юниоров. Призёр чемпионата Европы среди молодёжи.
- Чемпионат России по дзюдо 2005 года — ;
- Чемпионат России по дзюдо 2007 года — ;
- Чемпионат России по дзюдо 2008 года — ;
- Чемпионат России по дзюдо 2009 года — ;
- Чемпионат России по дзюдо 2010 года — ;
- Чемпионат России по дзюдо 2011 года — ;
- Чемпионат России по дзюдо 2012 года — ;
- Чемпионат России по дзюдо 2017 года — ;